# Schefflera montana
Schefflera montana är en araliaväxtart som först beskrevs av Henry Allan Gleason, och fick sitt nu gällande namn av Maguire, Steyerm. och David Gamman Frodin. Schefflera montana ingår i släktet Schefflera och familjen araliaväxter. Inga underarter finns listade.